# Jerzy Zboży Zakrzewski (zm. 1563)
Zasugerowano, aby zintegrować ten artykuł z artykułem  Grzegorz Zakrzewski (starszy). Nie opisano powodu propozycji integracji.
Jerzy Zboży Zakrzewski z Radajewa (Radajewski) herbu Ogończyk (zm. w 1563 roku) – kasztelan kruszwicki w latach 1561-1562, sędzia inowrocławski w latach 1544-1560, podsędek inowrocławski w latach 1539-1544, pisarz inowrocławski w latach 1533-1538.
Poseł na sejm krakowski 1538/1539 roku, sejm krakowski 1547 roku z województwa brzeskokujawskiego i województwa inowrocławskiego.